# Campeonato Sul-Americano de Voleibol Feminino Sub-20 de 2012
O Campeonato Sul-Americano de Voleibol Feminino Sub-20 de 2012 foi a 21ª edição do torneio Sul-Americano organizado pela Confederação Sul-americana de Voleibol (CSV). 
O torneio contou com a participação de oito equipes e aconteceu de 18 - 22 de outubro, em Lima, Peru. 
O torneio conferiu tres vagas para o Mundial Juvenil de 2013, feito obtido pelas representações do Brasil,  ao conquistar o décimo sétimo título, e do Peru, segundo colocada, e também pela Colômbia que terminou com o bronze; e a colombiana Diana Arrechea foi premiada como a Melhor Jogadora (MVP).

## Seleções participantes
As seguintes seleções confirmaram participação no Campeonato Sul-Americano Sub-20 de 2012:
| Equipe    | Última participação |
| --------- | ------------------- |
| Peru      | (Sede), 2º em 2010  |
| Argentina | 5º em 2010          |
| Brasil    | 1º em 2010          |
| Chile     | 6º em 2010          |
| Colômbia  | 4º em 2010          |
| Paraguai  | 8º em 1998          |
| Uruguai   | 7º em 2010          |
| Venezuela | 3º em 2010          |

## Primeira fase
Classificação
- Local:  Coliseo Eduardo Dibos- Lima-Peru

## Grupo A
|     |           |     | Jogos | Jogos | Jogos | Resultados | Resultados | Resultados | Resultados | Resultados | Resultados | Sets | Sets | Sets  | Pontos | Pontos | Pontos |
| Pos | Equipe    | Pts | T     | V     | D     | 3–0        | 3–1        | 3–2        | 2–3        | 1–3        | 0–3        | V    | P    | R     | V      | P      | R      |
| --- | --------- | --- | ----- | ----- | ----- | ---------- | ---------- | ---------- | ---------- | ---------- | ---------- | ---- | ---- | ----- | ------ | ------ | ------ |
| 1   | Brasil    | 9   | 3     | 3     | 0     | 2          | 1          | 0          | 0          | 0          | 0          | 9    | 1    | 9,000 | 249    | 160    | 1.556  |
| 2   | Colômbia  | 6   | 3     | 2     | 1     | 1          | 1          | 0          | 0          | 1          | 0          | 7    | 4    | 1.750 | 254    | 211    | 1.204  |
| 3   | Argentina | 3   | 3     | 1     | 2     | 1          | 0          | 0          | 0          | 1          | 1          | 4    | 6    | 0.667 | 210    | 192    | 1.094  |
| 4   | Paraguai  | 0   | 3     | 0     | 3     | 0          | 0          | 0          | 0          | 0          | 3          | 0    | 9    | 0,000 | 75     | 225    | 0.333  |

| Data   | Hora  |              | Placar |           | Set 1 | Set 2 | Set 3 | Set 4 | Set 5 | Total | Relatório |
| ------ | ----- | ------------ | ------ | --------- | ----- | ----- | ----- | ----- | ----- | ----- | --------- |
| 18 out | 15:00 | 'Colômbia '  | 3–1    | Argentina | 25–20 | 25–18 | 19–25 | 26–24 |       | 95–87 | 95–87     |
| 18 out | 19:00 | Paraguai     | 0–3    | ' Brasil' | 9–25  | 9–25  | 10–25 |       |       | 28–75 | 28–75     |
| 19 out | 13:00 | 'Colômbia '  | 3–0    | Paraguai  | 25–13 | 25–5  | 25–7  |       |       | 75–25 | 75–25     |
| 19 out | 15:00 | 'Brasil '    | 3–0    | Argentina | 25–13 | 25–19 | 25–16 |       |       | 75–48 | 75–48     |
| 20 out | 15:00 | 'Brasil '    | 3–1    | Colômbia  | 25–23 | 24–26 | 25–14 | 25–21 |       | 99–84 | 99–84     |
| 20 out | 19:00 | 'Argentina ' | 3–0    | Paraguai  | 25–8  | 25–6  | 25–8  |       |       | 75–22 | 75–22     |

## Grupo B
|     |           |     | Jogos | Jogos | Jogos | Resultados | Resultados | Resultados | Resultados | Resultados | Resultados | Sets | Sets | Sets  | Pontos | Pontos | Pontos |
| Pos | Equipe    | Pts | T     | V     | D     | 3–0        | 3–1        | 3–2        | 2–3        | 1–3        | 0–3        | V    | P    | R     | V      | P      | R      |
| --- | --------- | --- | ----- | ----- | ----- | ---------- | ---------- | ---------- | ---------- | ---------- | ---------- | ---- | ---- | ----- | ------ | ------ | ------ |
| 1   | Peru      | 9   | 3     | 3     | 0     | 2          | 1          | 0          | 0          | 0          | 0          | 9    | 1    | 9,000 | 249    | 141    | 1.766  |
| 2   | Chile     | 5   | 3     | 2     | 1     | 0          | 1          | 1          | 0          | 1          | 0          | 7    | 6    | 1.167 | 287    | 276    | 1.040  |
| 3   | Venezuela | 4   | 3     | 1     | 2     | 0          | 1          | 0          | 1          | 0          | 1          | 5    | 7    | 0.714 | 238    | 287    | 0.829  |
| 4   | Uruguai   | 0   | 3     | 0     | 3     | 0          | 0          | 0          | 0          | 1          | 2          | 1    | 9    | 0.111 | 202    | 272    | 0.743  |

| Data   | Hora  |              | Placar |           | Set 1 | Set 2 | Set 3 | Set 4 | Set 5 | Total   | Relatório |
| ------ | ----- | ------------ | ------ | --------- | ----- | ----- | ----- | ----- | ----- | ------- | --------- |
| 18 out | 13:00 | Venezuela    | 2–3    | ' Chile'  | 26–28 | 25–23 | 25–23 | 18–25 | 7–15  | 101–114 | 101–114   |
| 18 out | 17:00 | 'Peru '      | 3–0    | Uruguai   | 25–9  | 25–8  | 25–11 |       |       | 75–28   | 75–28     |
| 19 out | 17:00 | 'Peru '      | 3–1    | Chile     | 25–18 | 24–26 | 25–21 | 25–12 |       | 99–77   | 99–77     |
| 19 out | 19:00 | 'Venezuela ' | 3–1    | Uruguai   | 20–25 | 25–21 | 31–29 | 25–23 |       | 101–98  | 101–98    |
| 20 out | 13:00 | 'Chile '     | 3–1    | Uruguai   | 20–25 | 25–12 | 26–24 | 25–15 |       | 96–76   | 96–76     |
| 20 out | 17:00 | 'Peru '      | 3–0    | Venezuela | 25–15 | 25–12 | 25–9  |       |       | 75–36   | 75–36     |

## Classificação 5º ao 8º lugares
| Data   | Hora  |              | Placar |          | Set 1 | Set 2 | Set 3 | Set 4 | Set 5 | Total | Relatório |
| ------ | ----- | ------------ | ------ | -------- | ----- | ----- | ----- | ----- | ----- | ----- | --------- |
| 21 out | 13:00 | 'Venezuela ' | 3–0    | Paraguai | 25–20 | 25–19 | 25–22 |       |       | 75–61 | 75–61     |
| 21 out | 19:00 | 'Argentina ' | 3–0    | Uruguai  | 25–10 | 25–12 | 25–11 |       |       | 75–33 | 75–33     |

## Semifinais
| Data   | Hora  |           | Placar |          | Set 1 | Set 2 | Set 3 | Set 4 | Set 5 | Total | Relatório |
| ------ | ----- | --------- | ------ | -------- | ----- | ----- | ----- | ----- | ----- | ----- | --------- |
| 21 out | 15:00 | 'Brasil ' | 3–0    | Chile    | 25–7  | 25–14 | 25–17 |       |       | 75–38 | 75–38     |
| 21 out | 17:00 | 'Peru '   | 3–1    | Colômbia | 23–25 | 25–20 | 25–21 | 25–22 |       | 98–88 | 98–88     |

## Sétimo lugar
| Data   | Hora  |          | Placar |            | Set 1 | Set 2 | Set 3 | Set 4 | Set 5 | Total | Relatório |
| ------ | ----- | -------- | ------ | ---------- | ----- | ----- | ----- | ----- | ----- | ----- | --------- |
| 22 out | 13:00 | Paraguai | 2–3    | ' Uruguai' | 25–14 | 25–18 | 17–25 | 21–25 | 11–15 | 99–97 | 99–97     |

## Quinto lugar
| Data   | Hora  |              | Placar |           | Set 1 | Set 2 | Set 3 | Set 4 | Set 5 | Total | Relatório |
| ------ | ----- | ------------ | ------ | --------- | ----- | ----- | ----- | ----- | ----- | ----- | --------- |
| 22 out | 15:00 | 'Argentina ' | 3–0    | Venezuela | 25–23 | 28–26 | 25–14 |       |       | 78–63 | 78–63     |

## Terceiro lugar
| Data   | Hora  |          | Placar |       | Set 1 | Set 2 | Set 3 | Set 4 | Set 5 | Total | Relatório |
| ------ | ----- | -------- | ------ | ----- | ----- | ----- | ----- | ----- | ----- | ----- | --------- |
| 22 out | 19:00 | Colômbia | 3–1    | Chile | 19–25 | 25–8  | 27–25 | 25–18 |       | 96–76 | [Jogo 19] |

## Final
| Data   | Hora  |        | Placar |      | Set 1 | Set 2 | Set 3 | Set 4 | Set 5 | Total | Relatório |
| ------ | ----- | ------ | ------ | ---- | ----- | ----- | ----- | ----- | ----- | ----- | --------- |
| 22 out | 13:00 | Brasil | 3–1    | Peru | 25–15 | 25–16 | 23–25 | 25–14 |       | 98–70 | [Jogo 20] |